# Jean le Lydien
Pour les articles homonymes, voir Lydos (homonymie).
Jean le Lydien (Ιωάννης Λαυρέντιος Λυδός, en grec), ou Joannes Laurentius Lydus, est un fonctionnaire et écrivain byzantin du VIe siècle.

## Sources
En dehors de ses écrits, les sources pour connaître Jean le Lydien  sont deux notices dans la Bibliothèque de Photios (codex 180) et dans la Souda. Pour son compte-rendu, Photios s'appuie sur la partie autobiographique de Jean (Magistratibus, III, 26-30).
Par ailleurs, les traités des Prodiges et des Mois sont dédiés à Gabriel, préfet de Constantinople en 543.

## Biographie
Il nait en 491 à Philadelphie en Lydie, origine de son cognomen « Lydus ». 
À 20 ans, il part à Constantinople, espérant devenir secrétaire du divin consistoire[pas clair]. Aucun emploi n'étant disponible, il suit les cours de philosophie d'Agapios, un néoplatonicien élève de Proclos, cité favorablement par les auteurs anciens, notamment Photios (codex 242), Damascios et Christodore, principalement pour ses habiletés[pas clair] dans la critique littéraire. Jean acquiert ainsi une grande culture : on relève dans son œuvre des passages d'Aristote, Simplicius, une Esquisse de la philosophie platonicienne, Jamblique, Porphyre, Hermès Trismégiste et Proclos. 
Grâce à Ammianus et à Zôticos[réf. nécessaire], il gravit rapidement les échelons et fait fortune[réf. nécessaire]. Il parvient à travailler dans l'administration de la préfecture du prétoire de l'Empire d'Orient durant les règnes d'Anastase (511-518) et de Justinien (527-565). 
Il se retire en 551-552 après avoir atteint le grade de cornicularius.
Il meurt probablement entre 557 et 561, si on se fonde sur les traités de paix de la guerre lazique qu'il cite.

## Œuvres

### Ouvrages de Jean le Lydien
Pendant sa retraite forcée[réf. nécessaire], il s'occupe à la rédaction de livres sur l'histoire romaine, dont trois sont parvenus jusqu'à nous :
1. De Ostentis (Περί Διοσημειῶν), sur l'origine et les progrès de l'art de la divination.
2. De Magistratibus reipublicae Romanae (Περί αρχών της Ρωμαίων πολιτείας), rédigé vers 550[réf. nécessaire], intéressant pour les informations qu'il donne sur l'administration de Justinien.
3. De Mensibus (Μηνολόγιον), histoire des différentes festivités du calendrier.

La valeur principale des livres de Jean le Lydien provient du fait que l'auteur fait usage de travaux aujourd'hui perdus d'autres auteurs antiques. 
Il est aussi l'auteur d'un panégyrique de l'empereur commandé par Justinien lui-même et d'une histoire de sa campagne contre les Sassanides, mais ces deux ouvrages sont perdus, de même que ses compositions poétiques.

### Transmission: le manuscritCaseolinus
Un manuscrit très important est le Caseolinus, découvert à Constantinople en 1785 par Jean-Baptiste-Gaspard d'Ansse de Villoison, nommé en hommage à l'ambassadeur de France près la Sublime Porte, Marie-Gabriel-Florent-Auguste de Choiseul-Gouffier (1752-1817) et donné à la Bibliothèque nationale en 1802. 
Ce manuscrit daté du Xe siècle, qui contient les trois ouvrages de Jean, devait probablement faire partie de la collection du Phanariote Nicolas Mavrocordato (1680-1730). Il est très dégradé, avec notamment plusieurs taches de vin. L'editio princeps est de Jean-Dominique Fuss. 
Une copie réalisée en 1765 à Athènes  a disparu en 1917 dans un incendie. 
La tradition indirecte pour Jean le Lydien se fonde sur de diverses sources : autres écrits de Photios (sa correspondance et ses Amphilochia), manuscrits juridiques, encyclopédie de Constantin VII Porphyrogénète ou glossaire dit de Cyrille.

### Éditions de ses œuvres
- Jean Le Lydien (trad. Michel Dubuisson et Jacques Schamp), Des magistratures de l'État romain, Paris, Les Belles Lettres, coll. « Collection des Universités de France « C.U.F » », 2006Divisé en trois livres : Tome 1, 1re partie : Introduction générale (ISBN 978-2-251-00533-1), Tome 1, 2e partie : Introduction générale. Livre I (ISBN 978-2-251-00533-1), Tome 2 : Livres II et III (ISBN 978-2-251-00535-5)
- Jean le Lydien (trad. Michel Dubuisson), Sur les institutions de l'État romain (Premier livre), Bibliotheca Classica Selecta (lire en ligne)
- Περί Διοσημείων, trad. latine par Karl Hase, De ostentis, Paris, 1823.
- Liber de mensibus, édi. par R. Wünsch, Leipzig, 1898.
- (grc) Œuvres de Joannes Laurentius Lydus sur le site de l'association catholique Cooperatorum Veritatis Societas.

### Études sur Jean
- Michel Dubuisson, « Jean le Lydien et les formes de pouvoir personnel à Rome », Cahiers du Centre Glotz, 2, (1991), p. 55-72. .
- Michel Dubuisson, « Jean le Lydien et le latin : les limites d'une compétence », Serta Leodiensia secunda, Liège, CIPL, 1992, p. 123-131.
- M. Maas, John Lydus and the Roman Past : Antiquarianism and Politics in the Age of Justinian, Londres, Routledge, 1992.
- J. Schamp, « Les Trévires à Byzance : À propos de Jean le Lydien, Des magistratures, I, 50 », Byzantion, 66, (1996), p. 381-408.
- Jean MacIntosh Turfa, Divining the Etruscan World, Cambridge University Press, 2012.
- Emmanuel Zingg, « Références internes et séquences des fragments dans l’ouvrage de Jean le Lydien, Sur les mois », Revue des études byzantines, vol. 78,‎ 2020, p. 109-141 (lire en ligne)